# Google语音识别和语音合成
语音识别与合成（Speech Recognition & Synthesis）， 是Google为Android操作系统开发的螢幕閱讀器。它可以讓其他应用程序说出屏幕上的出現文本，并支持多种语言。Google Play图书等应用程序通過它可以讀出電子書上的文本，Google翻译可以通過它读出单词。